# Pole dance
 Denne artikel bør gennemlæses af en person med fagkendskab for at sikre den faglige korrekthed.

Pole dance er en form for performancekunst, som kombinerer dans og akrobatik omkring en lodret pæl. Kunstformen er begyndt at blive populær og dyrkes i form af fitness og mainstream underholdning. Konkurrencer i pole dance består af en ikke-sexfikseret kombination og række af stilarter og/eller gymnastik.
I pole dance kræves der styrke, smidighed og udholdenhed. Der er inddraget atletiske bevægelser såsom klatring, spins og krops omvendinger og brug af ens lemmer til at sidde fast. Styrke i overkropen er en nødvendighed for at kunne udføre de fleste tricks. I dag betragtes pole dance som en anerkendt form for motion og kan bruges som både en aerob og anaerob træning.

## Historie
Nogle mener, at historien om pole dancing stammer fra afrikanske stammefolksdanse. Kvinderne ville danse rundt om en pæl foran deres kommende mænd. I dansen ville kvinden vise mændene, hvordan hun ønskede at blive tilfredsstillet. En anden form for pole dancing kom i det 12. århundrede med May Pole. Hensigten med dansen var at øge fertiliteten. Kvinderne danse rundt i naturen om en lodret (fallistisk) træstang. Denne dans blev typisk udført i maj.
Siden 1980'erne er pole dance i stigende grad blevet indarbejdet i striptease, Go-Go eller lap dance rutiner, først i Canada og derefter i USA. I 1990'erne begyndte pole dancing at blive undervist som kunst og anvendt i fitness-øvelser. Siden da er pole dancing timer blevet en populær form for fritids-og konkurrencesport. K.T. Coates, en berømt pole danser, og den internationale Pole Dancing Federation, er i øjeblikket i gang med en kampagne for at få optaget pole dance i det olympiske program til OL i 2016.

### Kinesisk pole dance
Kinesisk pole dance er fra før det 12. århundrede og stammer oprindeligt fra Indien, hvor cirkusfolk brugte en stang på mellem 3 og 9 meter i højden. Under optræden udførte de øvelser, der krævede styrke og dygtighed. Artisterne havde ofte brændemærker på deres skuldre som følge af øvelserne, hvilket blev deres måde at identificere og have respekt for andre inden for denne kunstart. Til tider optrådte de med to eller flere kunstnere og pæle.
I 1920'erne optrådte artister i omrejsende cirkus med pole dancing med en pæl i midten af et telt.